# Ellesmere (Shropshire)
Ellesmere – miasto w Wielkiej Brytanii, w Anglii, w regionie West Midlands, w hrabstwie Shropshire.